# Djébédji

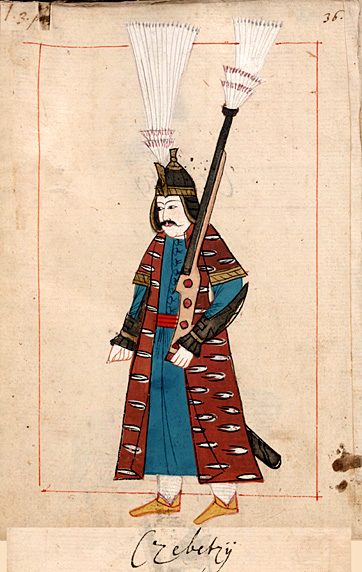
Un djébédji, illustration tirée du Livre des Costumes de Claes Rålamb, 1657-1658.

Le corps des djébédji ou cebeci (turc : Cebeci Ocağı) était un corps d'armuriers de l'armée ottomane. Son recrutement est basé sur le système du devchirmé. Leur commandant était appelé le cebecibaşı. Durant les périodes de paix, ils gardaient les armes et équipements dans des arsenaux nommés cephane.

## Historique
La date de formation précise de cette unité n'est pas connue mais elle apparaît au début du XVe siècle comme un service rattaché au corps des janissaires. Elle acquiert son organisation définitive sous le règne de Mehmed II. Sa base principale se trouvait dans le quartier de Sainte-Sophie à Constantinople avec des ateliers secondaires dans d'autres quartiers et villes de l'Empire.
Les djébédjis étiraient chargés de fabriquer et réparer les armes, armures et autres équipements, de les garder dans les arsenaux, de les acheminer et distribuer aux unités en campagne. Les janissaires ne recevaient leurs armes et munitions (300 balles par mousquet) qu'en zone de combat ou pour des entraînements spécifiques : autrement, elles étaient gardés dans les réserves, pour éviter les détériorations, vols et fraudes. Les arsenaux faisaient l'objet d'inventaires réguliers pour contrôler et remplacer les armes détériorées ou manquantes et empêcher leur diffusion hors du service. Des équipes d'inspecteurs étaient aussi envoyées pour vérifier l'état des armements dans les provinces frontalières. Les officiers des djébédjis jouaient un rôle important dans l'entraînement des troupes : ils étaient choisis plutôt pour leur profil de technicien et formateur que pour leurs actions de combat.
L'effectif de ce service augmenta avec celui du corps des janissaires : il se montait à 451 hommes en 1514, 789 à 1567 et 3 000 en 1598, non compris les unités d'armurerie créées dans les forteresses frontalières et les provinces. À leur maximum, ils comptaient 38 régiments (orta) : le 1er régiment, sous le commandement direct du cebecibaşı (général des djébédjis), comptait 59 bataillons (bölük). Chaque bataillon avait une spécialité : fabrication d'armes, réparation, poudrerie, équipements de combat. Certains bataillons étaient spécialisées dans les engins explosifs et le génie militaire.
Leur service était organisé selon une division du travail précise : chaque atelier de province était affecté à un type de production particulier. Ils pouvaient aussi sous-traiter une partie du travail à des ateliers civils. À partir de la fin du XVIe siècle, la qualité du service des djébédjis déclina : leur production était considérée comme désuète et de qualité médiocre, au point que beaucoup de janissaires préféraient acheter des fusils sur le marché civil ; en 1578, le corps des janissaires créa son propre service d'armement indépendant des djébédjis.
Ils participèrent à toutes les campagnes commandées par le sultan ou le grand vizir ; dans les autres, seulement une partie fut employée.

## Dissolution
Dans la plupart des révoltes de la période de stagnation de l'Empire ottoman, le corps des djébédjis suivit la rébellion des janissaires. Quand en 1826 ces derniers furent massacrés sur ordre du sultan Mahmoud II lors du Vaka-i Hayriye, les djébédjis furent dissous. L'armée ottomane du dernier siècle, rééquipée sur le modèle occidental, fit de plus en plus usage d'un matériel d'importation.
Plusieurs quartiers des villes turques portent un nom qui rappelle leurs anciens ateliers à Çankaya (Ankara), où se trouve le stade İnönü de Cebeci, et à Sultangazi (Istanbul).